# Capilla Rusa

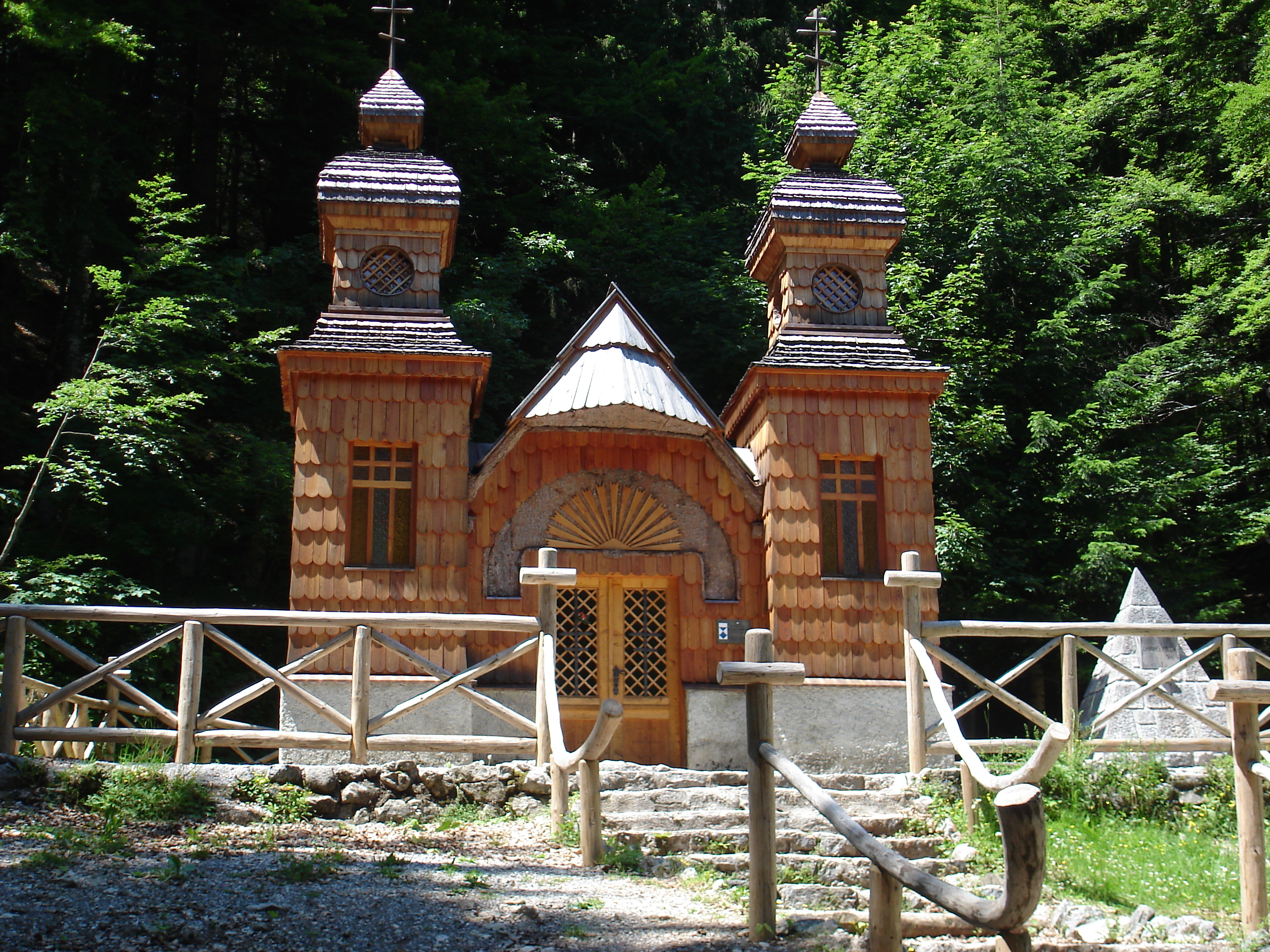
Capilla Rusa (2008)

La capilla rusa (en esloveno: Ruska kapelica) es una capilla construida en memoria de los soldados rusos que fueron sepultados por una avalancha de nieve mientras construían la carretera por el paso de montaña Vršič. Entre los años 1916 y 1917 los rusos construyeron solos la capilla. Tiene dos pilarcitos en la conocida forma rusa. La capilla fue arreglada en el estilo ortodoxo, que expresa la fe de los soldados que murieron en este lugar. A su lado también se encuentra la sepultura de tres de los soldados fallecidos. El monumento de la sepultura tiene forma de pirámide, con una inscripción en ruso: “A los hijos de Rusia”. El número exacto de soldados difuntos no se conoce, pero se supone que durante la construcción de la carretera fallecieron entre 170 y 300 soldados rusos, y entre 10 y 80 austríacos.
Durante la Primera Guerra Mundial Vršič tuvo importancia estratégica porque posibilitaba al ejército austríaco un acceso fácil hacia el frente del río Soča (Frente del Isonzo). El abastecimiento de material bélico transcurría sin cesar. Vršič tenía que ser también transitable durante los meses de invierno.  Desde la carretera los soldados rusos cautivos despeñaron enormes cantidades de nieve bajo el control de los soldados austríacos. Un día una avalancha enorme sepultó el campamento ruso.